# Katarzyna Wasick
Katarzyna Maria Wasick, geboren als Katarzyna Maria Wilk, (Krakau, 22 maart 1992) is een Poolse zwemster. Ze vertegenwoordigde haar vaderland op de Olympische Zomerspelen van 2008, 2012, 2016 en 2020.

## Carrière
Bij haar internationale debuut, tijdens de Olympische Zomerspelen van 2008 in Beijing, werd Wilk samen met Paulina Barzycka, Karolina Szczepaniak en Kasia Baranowska uitgeschakeld in de series van de 4×200 meter vrije slag. Op de Europese kampioenschappen kortebaanzwemmen 2008 in Rijeka strandde de Poolse in de series van zowel de 50 als de 100 meter vrije slag.
Tijdens de wereldkampioenschappen zwemmen 2009 in Rome strandde ze in de series van de 50, 100 en 200 meter vrije slag. Op de 4×200 meter vrije slag werd ze samen met Karolina Szczepaniak, Mirela Olczak en Paula Zukowska uitgeschakeld in de series, samen met Alicja Tchórz, Ewa Ścieszko en Mirela Olczak strandde ze in de series van de 4×100 meter wisselslag. In Istanboel nam Wilk deel aan de Europese kampioenschappen kortebaanzwemmen 2009. Op dit toernooi eindigde ze als achtste op de 100 meter vrije slag, daarnaast werd ze uitgeschakeld in de series van de 50 meter vrije slag.
Op de Europese kampioenschappen zwemmen 2010 in Debrecen eindigde de Poolse als achtste op de 100 meter vrije slag, op de 50 meter vrije slag strandde ze in de series. 
Tijdens de Europese kampioenschappen kortebaanzwemmen 2011 in Szczecin werd ze uitgeschakeld in de halve finales van de 100 meter vrije slag en in de series van de 50 meter vrije slag. Op de 4×50 meter wisselslag veroverde ze samen met Aleksandra Urbańczyk, Ewa Ścieszko en Anna Dowgiert de bronzen medaille.
In Londen nam Wilk deel aan de Olympische Zomerspelen van 2012. Op dit toernooi strandde ze in de series van de 100 meter vrije slag, samen met Karolina Szczepaniak, Diana Sokolowska en Alexandra Putra werd ze uitgeschakeld in de series van de 4×200 meter vrije slag.
Op de wereldkampioenschappen zwemmen 2015 in Kazan strandde de Poolse in de series van de 100 meter vrije slag. Op de 4×100 meter vrije slag werd ze samen met Alicja Tchórz, Aleksandra Urbańczyk en Anna Dowgiert uitgeschakeld in de series, samen met Alicja Tchórz, Dominika Sztandera en Anna Dowgiert strandd ze in de series van de 4×100 meter wisselslag.
Tijdens de Olympische Zomerspelen van 2016 in Rio de Janeiro werd ze uitgeschakeld in de series van de 100 meter vrije slag, op de 4×100 meter vrije slag strandde ze samen met Alicja Tchórz, Aleksandra Urbańczyk en Anna Dowgiert in de series.

### 2018-heden
In Glasgow nam Wasick deel aan de Europese kampioenschappen zwemmen 2018. Op dit toernooi werd ze uitgeschakeld in de halve finales van de 100 meter vrije slag. Samen met Alicja Tchórz, Aleksandra Polanska en Anna Dowgiert eindigde ze als negende op de 4×100 meter vrije slag, op de 4×100 meter wisselslag strandde ze samen met Alicja Tchórz, Weronika Hallmann en Anna Dowgiert. Samen met Jan Świtkowski, Kacper Majchrzak en Alicja Tchórz eindigde ze als zevende op de gemengde 4×100 meter vrije slag, op de gemengde 4×100 meter wisselslag eindigde ze samen met Alicja Tchórz, Marcin Stolarski en Michał Chudy op de zesde plaats.
Op de wereldkampioenschappen zwemmen 2019 in Gwangju werd de Poolse uitgeschakeld in de halve finales van de 50 meter vrije slag en in de series van de 100 meter vrije slag. Samen met Alicja Tchórz, Dominika Kossakowska en Aleksandra Polanska strandde ze in de series van de 4×100 meter vrije slag, op de 4×100 meter wisselslag werd ze samen met Alicja Tchórz, Weronika Hallmann en Paulina Nogaj uitgeschakeld in de series. Samen met Jakub Kraska, Jan Holub en Aleksandra Polanska strandde ze in de series van de gemengde 4×100 meter vrije slag, op de gemengde 4×100 meter wisselslag werd ze samen met Alicja Tchórz, Jan Kalusowski en Konrad Czerniak uitgeschakeld in de series. Tijdens de Europese kampioenschappen kortebaanzwemmen 2019 in Glasgow eindigde ze als zevende op zowel de 50 als de 100 meter vrije slag. Samen met Alicja Tchórz, Dominika Sztandera en Kornelia Fiedkiewicz werd ze Europees kampioen op de 4×50 meter wisselslag en eindigde ze als zesde op de 4×50 meter vrije slag. Op de gemengde 4×50 meter wisselslag eindigde ze samen met Paweł Juraszek, Jakub Kraska en Kornelia Fiedkiewicz op de vierde plaats.
In Boedapest nam Wasick deel aan de Europese kampioenschappen zwemmen 2020. Op dit toernooi behaalde ze de zilveren medaille op de 50 meter vrije slag, daarnaast strandde ze in de halve finales van de 100 meter vrije slag en in de series van de 50 meter vlinderslag. Op de Olympische Zomerspelen van 2020 in Tokio eindigde de Poolse als vijfde op de 50 meter vrije slag. Tijdens de Europese kampioenschappen kortebaanzwemmen 2021 in Kazan veroverde ze de zilveren medaille op zowel de 50 als de 100 meter vrije slag. Samen met Kornelia Fiedkiewicz, Dominika Sztandera en Alicja Tchórz sleepte ze de bronzen medaille in de wacht op de 4×50 meter vrije slag, op de 4×50 meter wisselslag eindigde ze samen met Paulina Peda, Dominika Sztandera en Alicja Tchórz op de vijfde plaats. Samen met Paweł Juraszek, Jakub Majerski en Alicja Tchórz legde ze beslag op de bronzen medaille op de gemengde 4×50 meter wisselslag. In Abu Dhabi nam Wasick deel aan de wereldkampioenschappen kortebaanzwemmen 2021. Op dit toernooi behaalde ze de bronzen medaille op de 50 meter vrije slag, daarnaast eindigde ze als vierde op de 100 meter vrije slag.
Op de wereldkampioenschappen zwemmen 2022 in Boedapest veroverde de Poolse de zilveren medaille op de 50 meter vrije slag. Tijdens de Europese kampioenschappen zwemmen 2022 in Rome sleepte ze de zilveren medaille in de wacht op de 50 meter vrije slag.

## Internationale toernooien
| Jaar | Olympische Spelen                         | WK langebaan | WK kortebaan                              | EK langebaan | EK kortebaan                                                                                                  |
| ---- | ----------------------------------------- | --- | ----------------------------------------- | --- | --- |
| 2008 | 15e 4×200m vrije slag                     | | geen deelname                             | geen deelname | 27e 50m vrije slag 25e 100m vrije slag 14e 4×50m wisselslag                                                   |
| 2009 |                                           | 32e 50m vrije slag 37e 100m vrije slag 33e 200m vrije slag 17e 4×200m vrije slag 17e 4×100m wisselslag                                         |                                           | | 26e 50m vrije slag 8e 100m vrije slag 6e 4×50m wisselslag                                                     |
| 2010 |                                           | | geen deelname                             | 13e 50m vrije slag 8e 100m vrije slag                                                                                    | geen deelname                                                                                                 |
| 2011 |                                           | geen deelname |                                           | | 25e 50m vrije slag · 17e 100m vrije slag · 4×50m wisselslag                                                   |
| 2012 | 27e 100m vrije slag 16e 4×200m vrije slag | | geen deelname                             | geen deelname | geen deelname                                                                                                 |
| 2013 |                                           | geen deelname |                                           | | geen deelname                                                                                                 |
| 2014 |                                           | | geen deelname                             | geen deelname | |
| 2015 |                                           | 24e 100m vrije slag 12e 4×100m vrije slag 18e 4×100m wisselslag                                                                                |                                           | | geen deelname                                                                                                 |
| 2016 | 29e 100m vrije slag 15e 4×100m vrije slag | | geen deelname                             | geen deelname | |
| 2017 |                                           | geen deelname |                                           | | geen deelname                                                                                                 |
| 2018 |                                           | | geen deelname                             | 12e 100m vrije slag 9e 4×100m vrije slag 11e 4×100m wisselslag 7e 4×100m vrije slag gemengd 6e 4×100m wisselslag gemengd | |
| 2019 |                                           | 16e 50m vrije slag 22e 100m vrije slag 12e 4×100m vrije slag 15e 4×100m wisselslag 10e 4×100m vrije slag gemengd 11e 4×100m wisselslag gemengd |                                           | | 7e 50m vrije slag · 7e 100m vrije slag · 6e 4×50m vrije slag · 4×50m wisselslag · 4e 4×50m vrije slag gemengd |
| 2020 | Geen toernooien vanwege de coronapandemie | Geen toernooien vanwege de coronapandemie | Geen toernooien vanwege de coronapandemie | Geen toernooien vanwege de coronapandemie                                                                                | Geen toernooien vanwege de coronapandemie                                                                     |
| 2021 | 5e 50m vrije slag                         | | 50m vrije slag · 4e 100m vrije slag       | 50m vrije slag · 10e 100m vrije slag · 17e 50m vlinderslag                                                               | 50m vrije slag · 100m vrije slag · 4×50m vrije slag · 5e 4×50m wisselslag · 4×50m wisselslag gemengd          |
| 2022 |                                           | 50m vrije slag | 13-18 december                            | 50m vrije slag | |

## Persoonlijke records
Bijgewerkt tot en met 24 juni 2022
Kortebaan
| Afstand         | Tijd  | Datum             | Plaats    |
| --------------- | ----- | ----------------- | --------- |
| 50m vrije slag  | 23,30 | 1 november 2020   | Boedapest |
| 100m vrije slag | 51,44 | 17 september 2021 | Napels    |

Langebaan
| Afstand         | Tijd  | Datum        | Plaats    |
| --------------- | ----- | ------------ | --------- |
| 50m vrije slag  | 24,11 | 24 juni 2022 | Boedapest |
| 100m vrije slag | 54,22 | 16 mei 2019  | Olsztyn   |